# Polish Contemporary Concertos (Błażewicz, Łukaszewski, Czarnecki)
Polish Contemporary Concertos (Błażewicz, Łukaszewski, Czarnecki) – album z muzyką współczesną (koncerty) skomponowaną przez Marcina Błażewicza, Pawła Łukaszewskiego, Sławomira Czarneckiego, a wykonaną przez takich muzyków jak: Marcin Dylla, Paweł Gusnar, Jakub Jakowicz, Tomasz Strahl, Filharmonia Kameralna im. Witolda Lutosławskiego w Łomży pod dyrekcją Jana Miłosza Zarzyckiego. Ukazał się 21 listopada 2018 pod szyldem DUX Recording Producers (nr kat. DUX 1462). Nagrodzony Fryderykiem 2019 w kategorii «Album Roku Muzyka Symfoniczna i Koncertująca».

## Lista utworów
- Marcin Błażewicz: Koncert na gitarę i orkiestrę smyczkową (2015-2016)
  - 1. Andante [9:26]
  - 2. Largo cantabile [9:05]
  - 3. Allegro con fuoco [6:25]
- Paweł Łukaszewski: Trinity Concerto na saksofon sopranowy i orkiestrę smyczkową (2007)
  - 4. Larghetto [6:13]
  - 5. Agitato [2:14]
  - 6. Largo [4:26]
- Sławomir Czarnecki: Concerto Lendinum op. 44 | Op. 44 na skrzypce, wiolonczelę i orkiestrę smyczkową (2004–2005)
  - 7. Allegretto [4:47]
  - 8. Lento assai [8:14]
  - 9. Vivace [10:10]

## Wykonawcy
- Filharmonia Kameralna im. Witolda Lutosławskiego w Łomży
- Jan Miłosz Zarzycki – dyrygent
- Kuba Jakowicz – skrzypce
- Marcin Dylla – gitara
- Paweł Gusnar – saksofon sopranowy
- Tomasz Strahl – wiolonczela